# Subbass (Tontechnik)
Als Subbass bezeichnet man in der Tontechnik den Frequenzbereich innerhalb des Basses, der von etwa 60 Hz bis hin zu den niedrigsten hörbaren Frequenzen um etwa 20 Hz umfasst. Diese Frequenzen können – über entsprechend geeignete Lautsprecher wiedergegeben – vom Hörer mehr gefühlt als gehört werden, wobei die Subbass-Wiedergabe über Lautsprecher mit entsprechend tief reichendem Frequenzbereich, oder zusätzlichem Subwoofer erfolgt.
Basslines, die im Bereich des Sub-Bass angesiedelt sind, kommen vor allem in der Dance-Musik zum Einsatz, zum Beispiel bei Genres wie Deep House, Drum & Bass, Trap oder Dubstep, um den Liedern ein sehr kraftvolles Fundament zu bieten.
Ebenfalls findet man die Bezeichnung „Subbass“ auch in Verbindung mit 16'- und 32'-Fuß-Registern einer Orgel. Allerdings empfindet man die tiefsten Töne des 32'-Registers fast nicht mehr als Ton, sondern vielmehr als leichtes Vibrieren.